# Amblypsilopus nartshukae
Amblypsilopus nartshukae är en tvåvingeart som beskrevs av Grichanov 1996. Amblypsilopus nartshukae ingår i släktet Amblypsilopus och familjen styltflugor. Inga underarter finns listade i Catalogue of Life.